# Jiří Bondy
Jiří Bondy (2. dubna 1910 Praha – 21. července 1942 Malá pevnost Terezín) byl lékař-urolog židovského původu, který byl nacisty označen za podporovatele parašutistů výsadku Anthropoid, protože jeho manželka Lydie Bondyová byla původní majitelkou jízdního kola, které použil Jozef Gabčík při útoku na R. Heydricha.

## Život
Jiří Bondy se narodil 2. dubna 1910 v Praze do rodiny lékaře-gynekologa MUDr. Alexandra Bondyho a Hildegardy (Hildy) Bondyové, rozené Bergmannové. Měl mladšího bratra Karla (1914–1941), který stejně jako on studoval medicínu. Jiří Bondy zahájil studium na lékařské fakultě Univerzity Karlovy v Praze v roce 1929 a úspěšně ho zakončil 23. listopadu 1935. Poté pracoval MUDr. Jiří Bondy v jedné pražské nemocnici, kde se seznámil s o jedenáct let mladší zdravotní sestrou Lydií Holznerovou (nar. 3. září 1921 Teplice-Šanov). Lydie se s rodinou po Mnichovské dohodě přistěhovala do Prahy z Teplic, odkud si přivezla svoje dámské jízdní kolo a jezdila na něm do práce. V roce 1941 se s ní Jiří oženil. Manželé bydleli v bytě rodiny Bondyů v ulici Elišky Krásnohorské 10/2 v Praze na Starém Městě, kam se následně nastěhovala i Lydiina matka Frieda Holznerová poté, co musela opustit svůj původní byt. Do bytu k Bondyovým se sestěhovali i další členové rodiny a navíc v něm otec Jiřího, MUDr. Alexander Bondy, i ordinoval, protože jako Žid nesměl mít vlastní ordinaci.

## Příběh kola

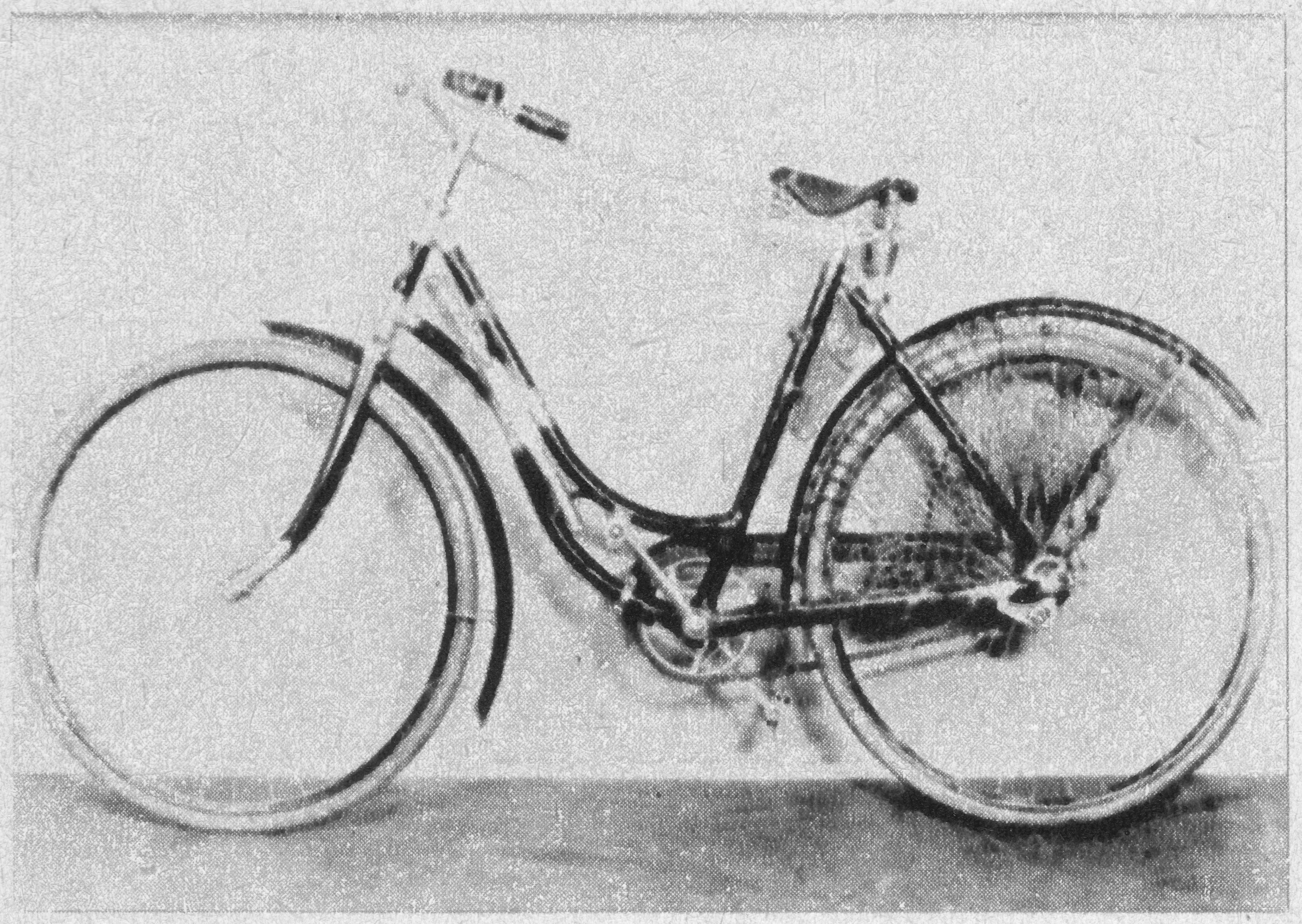
Kolo Lydie Bondyové

Protižidovská opatření zakazovala Židům vlastnit dopravní prostředky a tedy i jízdní kola, a proto Lydie Bondyová darovala svůj bicykl kolegyni, zdravotní sestře Marii Šebestové (nar. 31. října 1908), která pro něj ale neměla využití. Kolo tedy přenechala svojí sestře Barboře Kuthanové (nar. 4. února 1904), ale ta jí ho ze stejného důvodu vrátila zpět. Před Vánoci roku 1941 nabídla Lydie kolo Vlastimilu Moravcovi, s jehož rodinou se dobře znala. Rodina Moravcových patřila k nejvýznamnějším podporovatelům parašutistů a jejich byt v Biskupcově ulici 1745/7 byl během okupace jedním z hlavních kontaktních míst výsadkářů Jozefa Gabčíka a Jana Kubiše. Od Vlastimila Moravce se bicykl dostal k Jozefu Gabčíkovi, který ho používal při cestách do Panenských Břežan a zanechal ho na místě útoku na Reinharda Heydricha. Kolo se tak dostalo do rukou německých vyšetřovatelů a bylo vystaveno ve výkladní skříni Baťova obchodu na Václavském náměstí. I přes slibovanou finanční odměnu se žádná z předchozích majitelek kola nepřihlásila.

## Zatčení, smrt
Zrada parašutisty Karla Čurdy a následné intenzivní vyšetřování dovedly nakonec gestapo k postupnému odhalení sítě podporovatelů parašutistů. Manželka Jiřího Bondyho coby původní majitelka kola byla zatčena, protože nic neohlásila. S ní byl zatčen i Jiří Bondy, jeho tchyně Frieda Holznerová, jeho strýc Zdenko (Zdeněk) Bergmann a oba jeho rodiče, MUDr. Alexander (Alexandr) Bondy a Hildegarda (Hilda) Bondyová. Gestapu neunikly ani Marie Šebestová s manželem Karlem Šebestou (nar. 25. října 1898) a Barbora Kuthanová s manželem Antonínem Kuthanem (nar. 7. června 1896).
Z policejní vazby v Praze byli všichni převezeni do Malé pevnosti Terezín, kde je 21. července 1942 MUDr. Jiří Bondy utýrán k smrti. Ostatní členové rodiny, Šebestovi a Kuthanovi byli deportování 22. října 1942 do koncentračního tábora Mauthausen a zde 24. října zastřeleni při fingované zdravotní prohlídce společně s desítkami dalších českých odbojářů a jejich rodinných příslušníků. Děti Kuthanových Antonín (nar. 1929) a Libuše (nar. 1934) skončily v internačních táborech Jenerálka, poté Svatobořice a Planá nad Lužnicí, kde se dočkaly konce války.

## Připomínka
- Jméno jeho manželky (Bondyová Lydie roz. Holznerová *3. 9. 1921), jeho tchyně (Holznerová Sára Frida roz. Grünhutová *24.5.1898), jeho otce (Bondy Alexander MUDr. *3. 10. 1874), matky (Bondyová Hilda roz. Bergmannová *8. 6. 1887) a strýce (Bergmann Zdeněk *25. 8. 1895) jsou uvedena na pomníku při pravoslavném chrámu svatého Cyrila a Metoděje (adresa: Praha 2, Resslova 9a). Pomník byl odhalen 26. ledna 2011 a je součástí Národního památníku obětí heydrichiády.[10][11]
- Pamětní deska věnována příslušníkům rodin Bergmannových, Bondyových a Holznerových se nachází na domě v ulici Elišky Krásnohorské 10/2 v Praze 1. Na desce je nápis: "V tomto domě žili obětaví členové odboje Hilda BONDYOVÁ, MUDr. Alexander BONDY, Lydie BONDYOVÁ, MUDr. Jiří BONDY, Frieda HOLZNEROVÁ a Zdenko BERGMANN. Podpořili splnění úkolu výsadku ANTHROPOID. Zavražděni 22.7.1942 v Terezíně a 24.10.1942 v KT Mauthausen."[12]
- Na Novém židovském hřbitově na Olšanech se nachází kenotaf Jiřího Bondyho a dalších rodinných příslušníků. Na desce je nápis: "IN MEMORIAM / Oběti Heydrichyády / ZDENKO BERGMANN / HILDA BERGAMANN-BONDY / ALEXANDER BONDY / JIŘÍ BONDY / LYDIA HOLZNER-BONDY."[13]

## Galerie

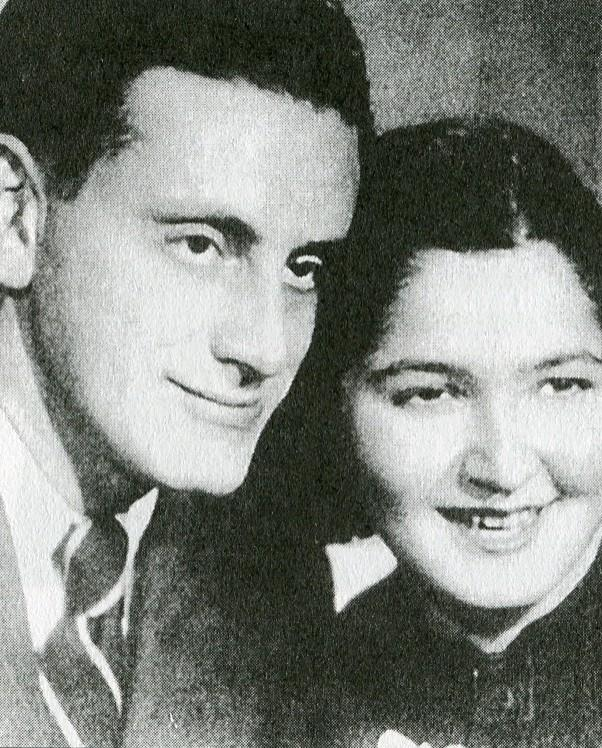
Manželé Jiří a Lydie Bondyovi
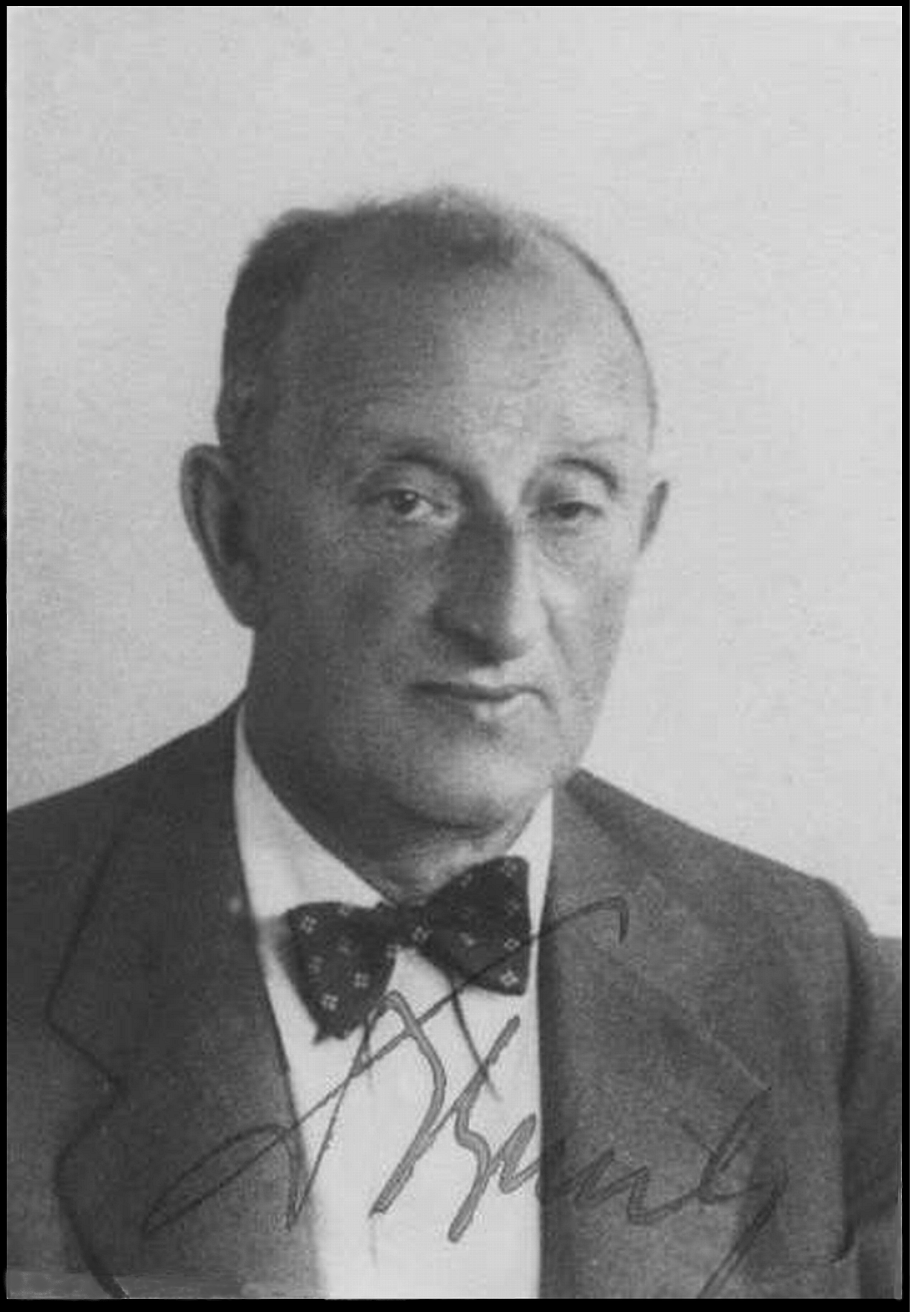
Otec MUDr. Alexandr Bondy
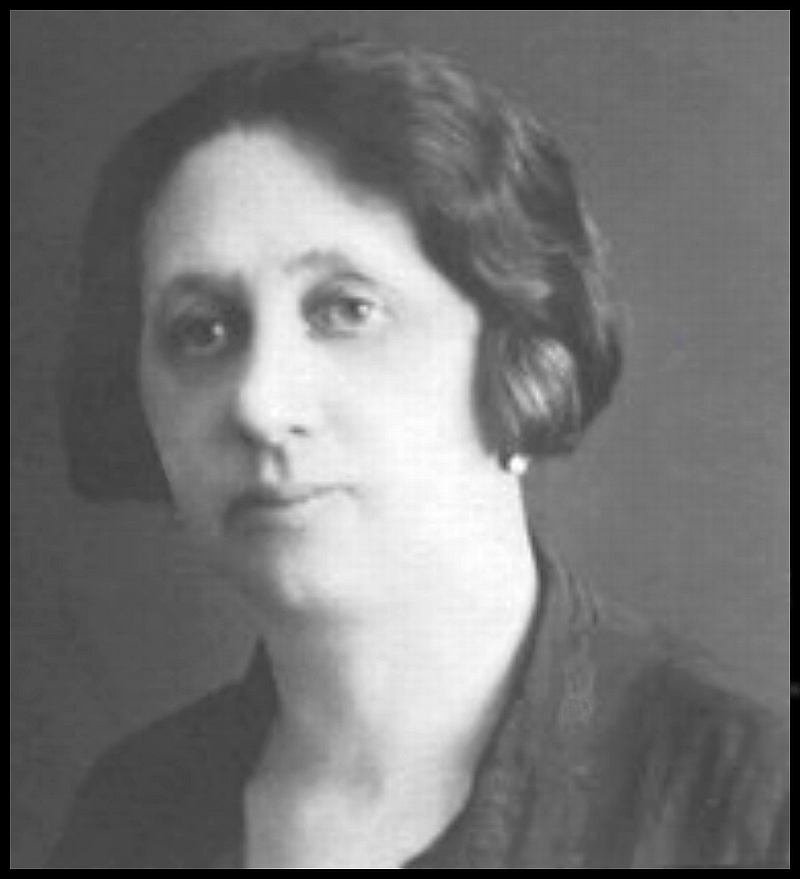
Matka Hilda Bondyová
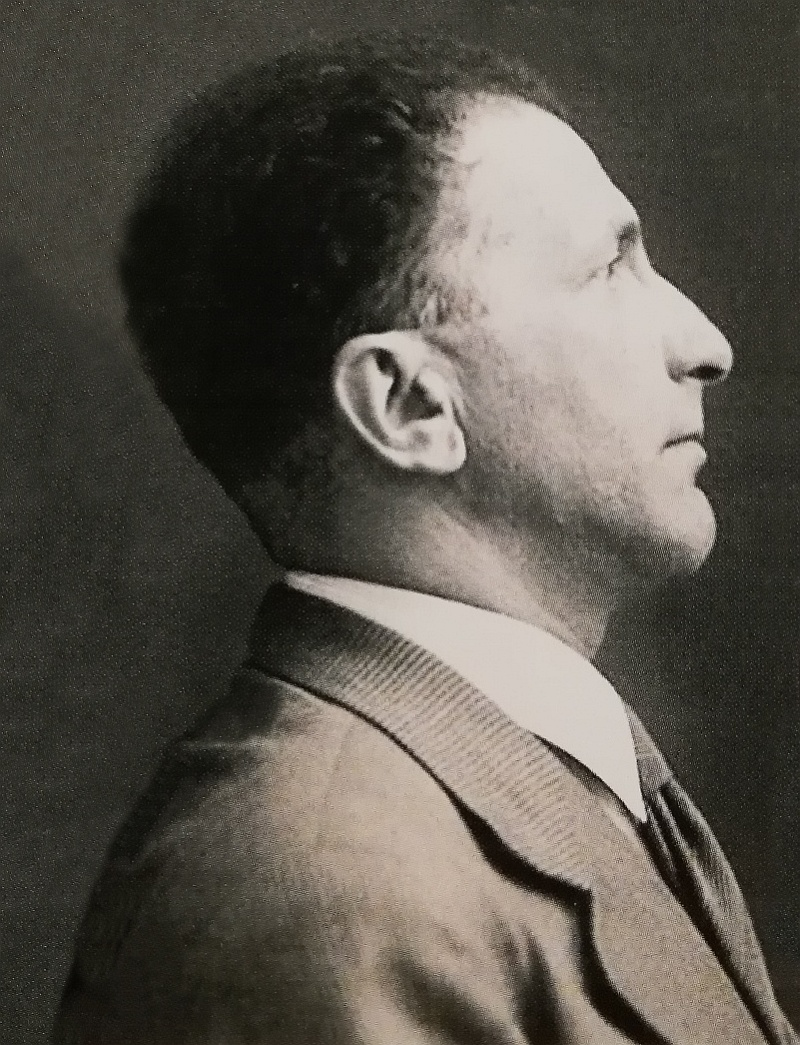
Strýc Zdenko Bergmann
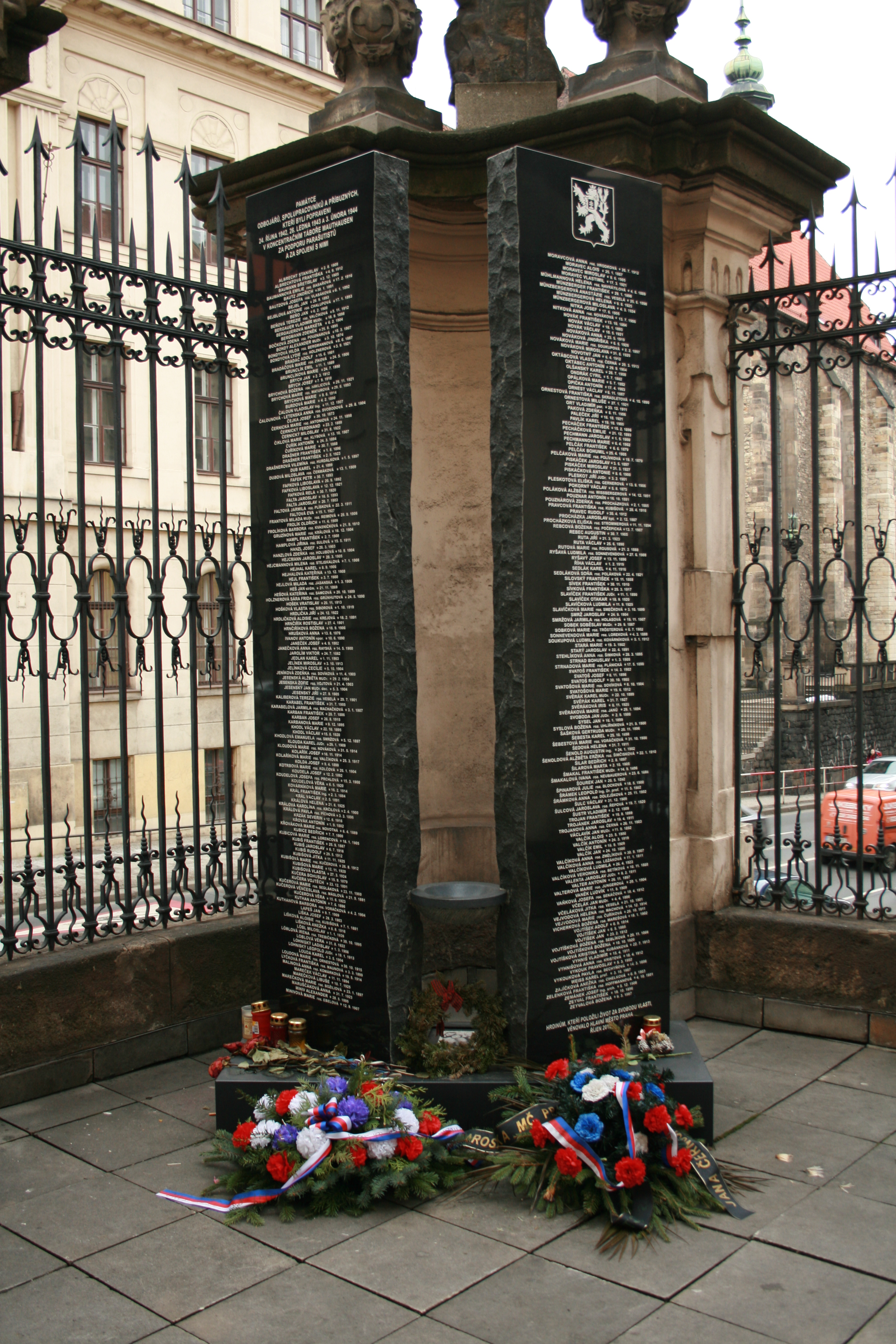
Pomník spolupracovníků parašutistů a jejich rodinných příslušníků na terase kostela sv. Cyrila a Metoděje v Resslově ulici v Praze
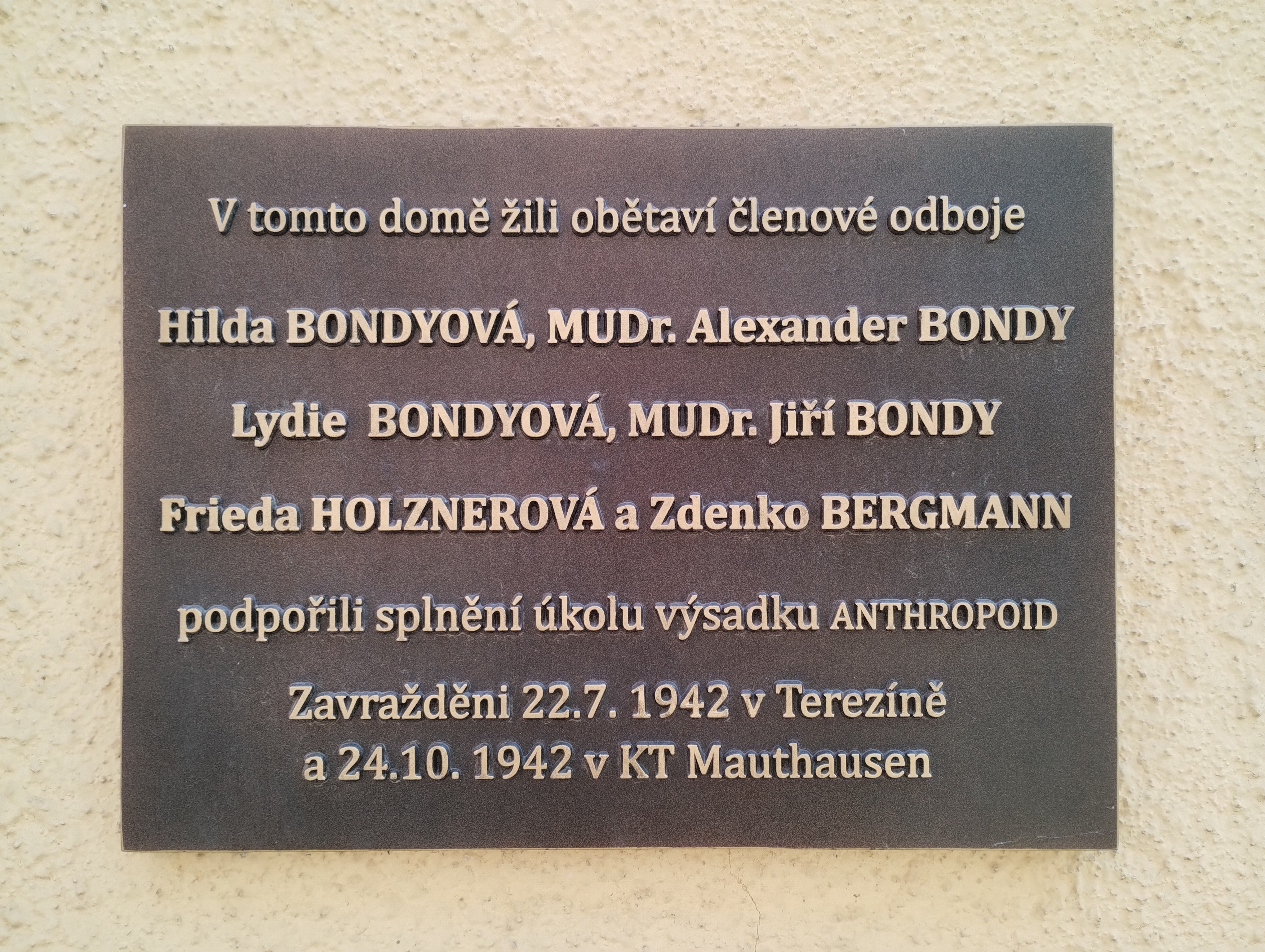
Pamětní deska na domě v ulici Elišky Krásnohorské v Praze 1, kde Bondyovi bydleli
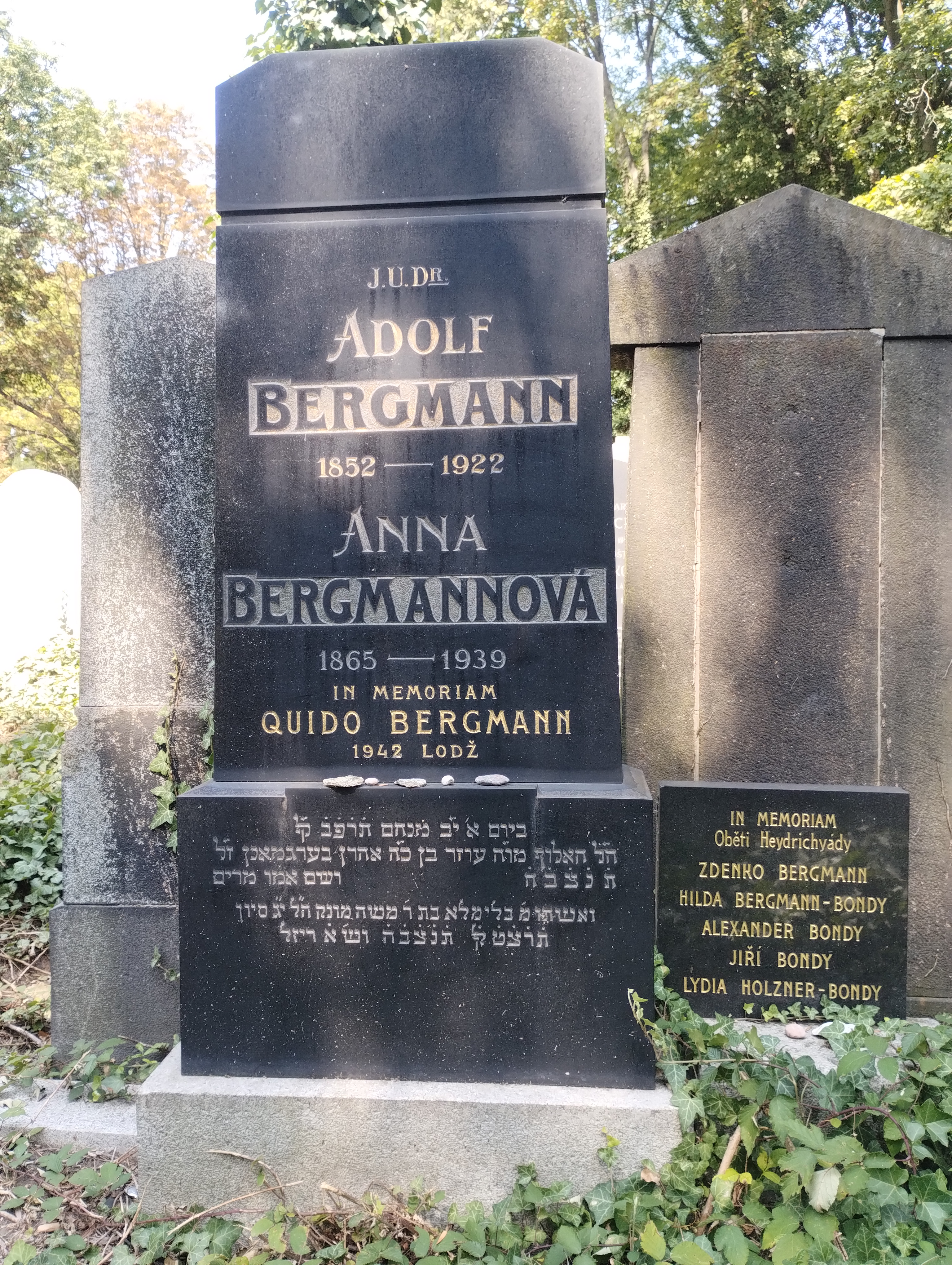
Hrob a kenotaf rodiny Bergmannovy a Bondyovy na Novém židovském hřbitově na Olšanech, Praha 3
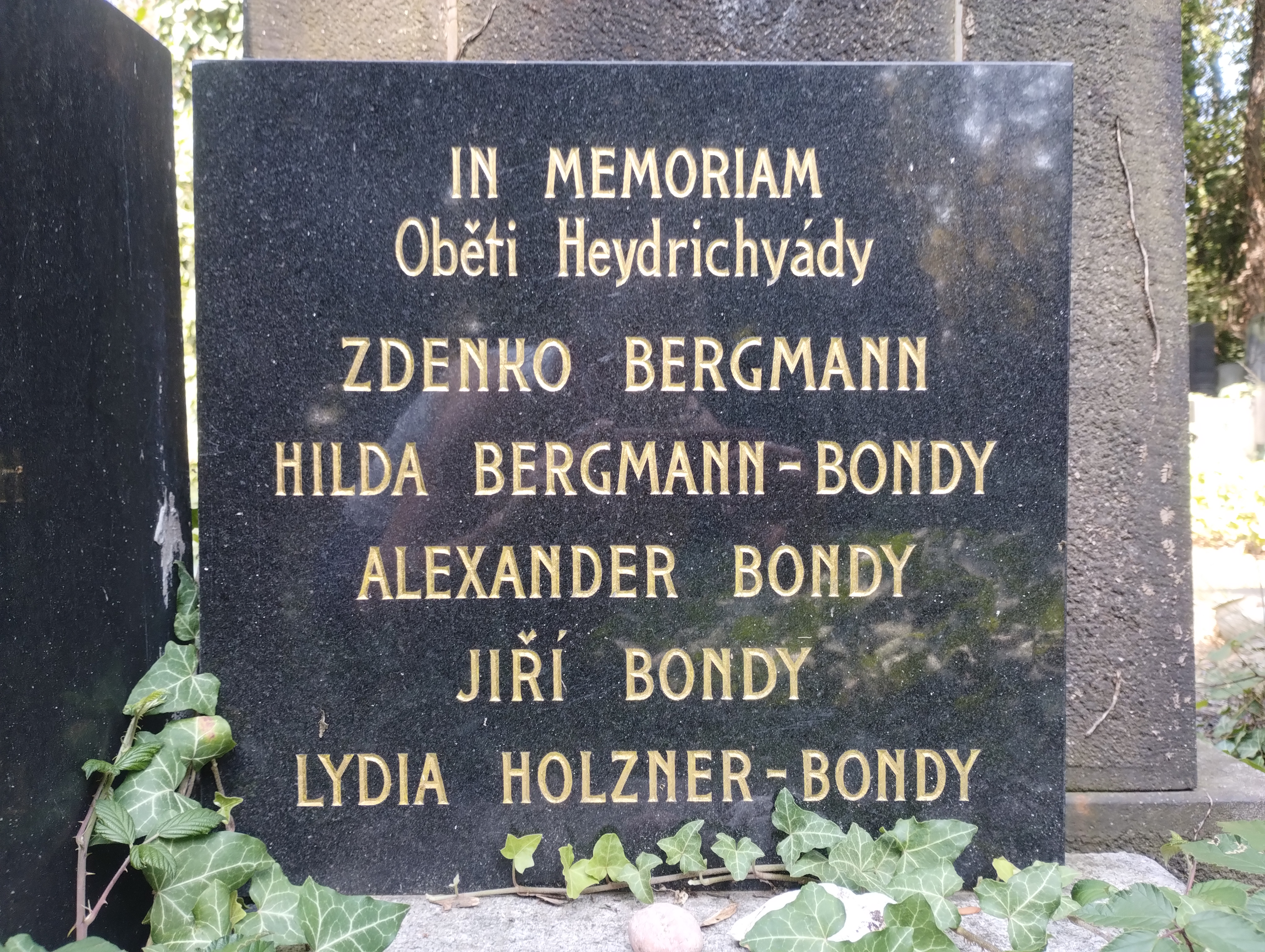
Kenotaf rodiny Bergmannovy a Bondyovy na Novém židovském hřbitově na Olšanech, Praha 3